# 北野病院
北野病院（きたのびょういん）は、大阪府大阪市北区扇町にある総合病院。

## 概要
公益財団法人 田附興風会（たづけこうふうかい）が医学研究所として運営しており臨床研究を行っている。急性期総合病院としての機能を有している。
本財団の設立は綿業界で活躍した大阪の実業家 田附政次郎が、京都帝国大学（現在の京都大学）医学部で胸の病を癒されたことに感謝し、同大学の学術研究に資することを目的に提供した寄付金に基因する。

## 沿革
- 1925年（大正14年）11月4日 - 財団法人田附興風会が設立される。
- 1928年（昭和3年）2月29日 - 京都大学医学部に付属する臨床医学研究用として北野病院が開設される（病床数120床）。
- 2001年（平成13年）9月 - 旧病院の北隣にあった旧扇町中学校の跡地へ新築移転。旧病院用地は大阪市と土地交換し、2004年（平成16年）に2小学校の統合によって生まれた大阪市立扇町小学校となる。
- 2009年（平成21年）4月1日 大阪府がん診療連携拠点病院の指定。
- 201（平成22年）225。域周産期母子医療センターの指定を受ける。
- 2018年（平成30年）11月1日 - 大阪府難病診療連携拠点病院の指定を受ける。
- 2019年（令和元年）6月10日歯科口腔外科、7月1日がん診療センター、10月1日緩和ケア科、それぞれを開設。11月1日小児がん連携病院指定。
- 2020年（令和3年）4月1日 - 放射線科が放射線診断科と放射線治療センター（腫瘍放射線科）に分割される。

### 施設
- 建物構造：SRC造、S造、RC造
- 建物規模：本館 - 地上15階地下3階塔屋1階 西館 - 地上6階 新館 - 地上8階地下2階
- 職員数：1,500名前後

## 診療科
| - 初期診療科 - 救急科 - 呼吸器内科 - 呼吸器外科 - 消化器内科 - 消化器外科 - 脳神経内科 - 脳神経外科 - 循環器内科 - 心臓血管外科 - 不整脈科 - 糖尿病内分泌内科 - 腎臓内科 - 泌尿器科 - 血液内科 - 腫瘍内科 - リウマチ膠原病内科 - (精神科・神経精神科) - 小児科 - 小児外科 - 産婦人科 - 乳腺外科 - 皮膚科 - 形成外科 - 整形外科 - 眼科 - 耳鼻咽喉科・頭頸部外科 - 難聴・鼓膜再生センター - 歯科口腔外科 - 緩和ケア科 - リハビリテーション科 - 放射線診断科 - 腫瘍放射線科 - 麻酔科 - 病理診断科 - 感染症科 - ブレストセンター - 血液浄化センター - 漏斗胸センター - 健康管理センター |

## 医療機関の指定等

### 病院の種類
- 一般病院
- DPC対象病院（急性期入院医療診断群分類包括評価方式対象病院）

### 看護体系と体制
- 体系：一般病棟 7対1入院基本料
- 体制：継続受持制

### 施設認定
- 地域医療支援病院
- 大阪府がん診療拠点病院
- 小児がん連携病院
- 大阪府難病診療連携拠点病院
- 地域周産期母子医療センター
- 働きやすい病院評価認定病院
- 日本がん治療認定研修施設
- 遺伝性乳癌卵巣癌総合診療連携施設

### 診療指定
- 保健医療機関
- 特定承認保健医療機関
- 国民健康保険療養取扱機関
- 後期高齢者医療制度取扱機関
- 労災保険指定医療機関
- 結核指定医療機関
- 公害医療機関
- 特定疾患治療研究事業委託医療機関
- 小児慢性特定疾患治療研究事業委託医療機関
- 指定自立支援医療機関（育成医療・更生医療・精神通院）
- 指定養育医療機関
- 戦傷病者特別援護法指定医療機関
- 原子力爆弾被爆者一般疾病医療取扱医療機関
- 生活保護法指定医療機関
- 産科医療補償制度加入医療機関
- 肝炎専門医療機関
- 精神保健指定医が配置されている医療機関
- 母体保護法指定医が配置されている医療機関
- 身体障害者福祉法に基づく指定医師が配置されている医療機関
- さい帯血バンク登録移植医療機関（日本赤十字社）
- 非血縁者間骨髄採取認定施設・移植認定診療科（日本骨髄バンク）
- 非血縁者間末梢血幹細胞採取認定施設・移植認定診療科（日本骨髄バンク）

### 救急指定
- 救急告示病院
- 二次救急医療体制（内科・小児科）
- 大阪府医師会指定二次後送指定病院（眼科・耳鼻咽喉科）
- 大阪府医師会指定第三次救急医療機関（循環器内科・脳神経外科）

### 研修・実習指定
- 臨床研修指定病院
- 看護学校実習指定施設
- 助産師学校実習指定病院
- 薬剤師実務研修施設
- 臨床検査技師実習指定病院
- 臨床工学技士実習指定病院
- 視能訓練士実習指定病院
- 管理栄養士実習指定病院

### 学会認定
- 日本内科学会認定医制度研修医教育施設
- 日本内科学会認定医制度教育病院
- 日本呼吸器学会専門医制度認定施設
- 日本呼吸器内視鏡学会専門医制度認定施設
- 日本呼吸器外科学会指導医制度認定施設
- 日本呼吸器外科学会呼吸器外科専門医合同委員会基幹施設
- 日本胸部外科学会認定医認定制度指定施設
- 日本消化器病学会専門医制度認定施設
- 日本消化器内視鏡学会専門医制度指導施設
- 日本消化管学会胃腸科指導施設
- 日本外科学会外科専門医制度修練施設
- 日本消化器外科学会専門医制度専門医修練施設
- 日本食道学会食道外科専門医認定施設
- 日本肝胆膵外科学会高度技能医修練施設B認定
- 日本肝臓学会専門医制度認定施設
- 日本神経学会専門医制度教育施設
- 日本脳卒中学会専門医認定制度研修教育病院
- 日本脳卒中学会専門医研修教育病院
- 日本認知症学会専門医教育施設
- 日本老年医学会認定施設
- 日本脳神経外科学会専門医認定制度指定訓練施設
- 日本定位・機能神経外科学会技術認定施設
- 日本循環器学会認定循環器専門医研修施設
- 日本高血圧学会専門医認定施設
- 日本心血管インターベーション治療学会認定研修施設
- 日本ステントグラフト実施基準管理委員会胸部ステントグラフト実施施設
- 日本ステントグラフト実施基準管理委員会腹部ステントグラフト実施施設
- 日本腎臓学会腎臓専門医制度研修施設
- 日本透析医学会認定医制度認定施設
- 日本透析医学会専門医制度認定施設
- 日本アフェレシス学会認定施設
- 日本泌尿器科学会専門医教育施設
- 日本糖尿病学会認定教育施設
- 日本内分泌学会内分泌代謝科専門医制度認定教育施設
- 日本病態栄養学会栄養管理・ＮＳＴ実施施設
- 日本血液学会認定血液研修施設
- 日本リウマチ学会教育施設
- 日本臨床腫瘍学会認定研修施設
- 日本がん治療認定医機構認定研修施設
- 日本精神神経学会精神科専門医制度研修施設
- 日本小児科専門医制度研修施設
- 日本アレルギー学会認定教育施設(小児科）
- 日本小児外科学会専門医制度認定施設
- 日本周産期・新生児医学会周産期専門医暫定研修施設
- 日本周産期・新生児医学会新生児蘇生法（NCPR）トレーニングサイト施設
- 日本産科婦人科学会専門医制度卒後研修指導施設
- 日本産科婦人科学会専門医制度専攻医指導施設
- 日本乳癌学会認定医・専門医制度認定施設
- 日本乳房オンコプラスティックサージェリー学会インプラント実施施設
- 日本乳房オンコプラスティックサージェリー学会エキスパンダー実施施設
- 日本皮膚科学会認定専門医研修施設
- 日本形成外科学会認定施設
- 日本整形外科学会専門医制度研修施設
- 日本眼科学会専門医制度研修施設
- 日本耳鼻咽喉科学会専門医研修施設
- 日本気管食道科学会認定気管食道科専門医研修施設（咽喉系）
- 日本麻酔科学会麻酔科認定病院
- 日本医学放射線学会放射線科専門医修練機関
- 日本病理学会病理専門医制度研修認定施設B
- 日本臨床細胞学会教育研修施設認定
- 日本感染症学会連携研修施設
- 日本感染症学会研修施設
- 日本救急医学会認定医指定施設
- 日本集中治療医学会専門医研修施設
- 日本人間ドック学会優良二日ドック施設
- 日本医療薬学会認定薬剤師研修施設

## 交通
- JR大阪環状線「天満駅」より徒歩で約8分。
- 地下鉄堺筋線「扇町駅」より徒歩で約5分。
- 地下鉄谷町線「中崎町駅」より徒歩で約5分。

## その他
- 2004年11月5日、皇居・宮殿で2004年度の瑞宝重光章の親授式が開かれた。公益財団法人田附興風会評議員・元北野病院長の高月清に、長年にわたる血液学での功績を称え、天皇が勲章を授与した。九州などの海浜地帯によく見られるレトロウイルスの一種、HTLV-1感染によって起こされる成人T細胞白血病(ATL)の発見者であり、ATLの病像の解明、診断法の確立、疫学調査など、著しい進歩をもたらした。また、ATL以外の血液疾患全般について臨床に基づく研究を推進し、HIV研究にも先鞭をつけた。
- 2009年2月、田附興風会が同市に対して病院の固定資産税などの賦課決定処分の取り消しを求める訴訟を起こし、最高裁判所が市の上告不受理を決め、市の敗訴が確定した。市は過去7年分の課税額と還付加算金計約17億円を法人に返還する。市は「病院を固定資産税の課税対象外とした判決は極めて珍しい」としている。市によると、同会は2001年に病院を建て替え、新病院の運営を開始。翌年から市に土地・建物の固定資産税と都市計画税を課税された。地方税法では財団法人自らが学術研究を行う施設は非課税とされることから、同会は2003年に市を提訴。2006年に大阪地方裁判所が「売店や食堂などを除いて非課税とすべきだ」などとして市側の訴えを退け、大阪高等裁判所も控訴棄却。市側が上告受理を申し立てていた。大阪市内では病院運営主体の多くが医療法人のため課税対象で、財団法人にも同様に課税しているという。市の担当者は「決定を厳粛に受け止めたい」。法人側は「画期的な司法判断」とする談話を出した。
- 2012年7月、本病院において筋弛緩剤を紛失した問題で、大阪府警察に適正管理を怠ったとして薬事法違反容疑で書類送検されていた管理責任者の医師と法人としての病院について、大阪地方検察庁は2013年4月1日、不起訴処分とした。大阪地方検察庁は、処分理由を明らかにしていない。病院側は「誤廃棄の可能性が高い」と説明していた。
- 2013年11月3日、皇居・宮殿で2013年度の文化勲章の親授式が開かれた。京都大学名誉教授・公益財団法人田附興風会評議員の本庶佑ら5人に、天皇が勲章を授与した。本庶氏は「長いことぶれずに研究を続けてきたことへのご褒美。私どもの研究分野の若い人にとって大きな励みになる。」と話した。
- 2018年10月1日、ノーベル財団が公益財団法人田附興風会評議員の本庶佑に、ノーベル生理学・医学賞を授与した。
- 2019年12月12日、鼓膜穿孔に対する新たな鼓膜再生療法を耳鼻咽喉科・頭頸部外科主任部長の金丸眞一医師が中心となって開発し、保険適用されたと発表した。